# Alouatta juara
Alouatta juara, comúnmente llamado mono aullador rojo del Juruá es una especie del género Alouatta. Habita en el noroeste de América del Sur.

## Características
Pelaje rojizo obscuro con la región del manto y el tercio final de la cola ligeiramente más claro; Presenta barba desarrollada rufa obscura, negruzca en la parte central. Pelo de la cabeza rufo rojizo sin copete. Hueso hióide, en los machos, com tentorium convexo, completamente liso y de forma ovalada; cornículos insertados en un borde ancho, contorneando lateralmente la abertura hióidea.

## Distribución y hábitat
Este mono es nativo del noroeste de América del Sur. Su distribución comprende la cuenca del río Juruá en el Perú amazónico, en los departamentos de Loreto y Huánuco, y Brasil, en los estados de: Acre, Amazonas, Mato Grosso, y Roraima. Habita en especial en selvas primarias.

## Costumbres
Se le ve en parejas y grupos. Normalmente paren una sola cría. 

## Alimentación
Estos monos aulladores comen hojas jóvenes, capullos, flores, frutas, semillas, tallos, vástagos y ramas. Las hojas son la principal fuente de proteínas y las frutas de energía y proteínas.

## Conservación
Esta especie habitaría en las siguientes áreas protegidas:
Brasil
- Parque nacional Jaú (2 378 410 ha)
- Parque nacional Serra do Divisor (846 408 ha)
- Estación ecológica Río Acre (79 418 ha)
- Estación ecológica Iquê (217 184 ha)
- Estación ecológica Jutaí-Solimões (287 101 ha)
- Reserva estadual de desarrollo sostenible Mamirauá (1 124 000 ha)
- Reserva estadual de desarrollo sostenible Amanã (2 350 000 ha)
- Reserva estadual de desarrollo sostenible Cujubim (2 450 381 ha)

Perú
- Reserva nacional Pacaya Samiria (2 080 000 ha)
- Parque nacional Manu (1 532 806 ha)
- Parque nacional Tingo María (18 000 ha)
- Reserva comunal Tamshiyacu-Tahuayo